# Rhamphinina pica
Rhamphinina pica là một loài ruồi trong họ Tachinidae.